# Championnat de Tchécoslovaquie de football 1945-1946
Navigation
Saison précédente Saison suivante
La saison 1945-1946 du Championnat de Tchécoslovaquie de football est la 16e édition du championnat de première division en Tchécoslovaquie. C'est la première édition organisée depuis la fin de la seconde Guerre mondiale et de l'occupation nazie, qui avait conduit à la scission du pays. Vingt équipes sont réparties en deux poules où elles s'affrontent deux fois, à domicile et à l'extérieur. À la fin de cette première phase, les quatre derniers de chaque groupe sont relégués en II. Liga tandis que le premier de chaque poule dispute la finale nationale.
C'est le club de l'AC Sparta Prague, vainqueur du dernier championnat de Tchécoslovaquie organisé, qui remporte un nouveau titre, à la suite de sa victoire lors de la finale nationale face au SK Slavia Prague. C'est le 7e titre de champion de Tchécoslovaquie de l'histoire du club.

## Les clubs participants
| - Groupe A : - AC Sparta Prague - SK Slezska Ostrava - SK Batovany - MŠK Žilina - Polaban Nymburk - SK Rakovník - SK Baťa Zlín - Cechie Karlin - FC Bohemians Prague - SK Bratislava | - Groupe B : - FK Viktoria Zizkov - SK Zidenice - SK Slavia Prague - Jednota Kosice - TSS Trnava - SK Kladno - SK Prostejov - SK Pardubice - FC Viktoria Plzen - Sparta Povazska Bystrica |

## Compétition

### Première phase
Le barème utilisé pour établir le classement est le suivant :
- Victoire : 2 points
- Match nul : 1 point
- Défaite : 0 point

#### Groupe A
| Rang | Équipe               | Pts | J  | G  | N | P  | Bp | Bc | Diff |
| ---- | -------------------- | --- | -- | -- | - | -- | -- | -- | ---- |
| 1    | AC Sparta Prague (T) | 32  | 18 | 16 | 0 | 2  | 80 | 34 | +46  |
| 2    | SK Baťa Zlín         | 23  | 18 | 11 | 1 | 6  | 66 | 44 | +22  |
| 3    | SK Bratislava        | 21  | 18 | 9  | 3 | 6  | 54 | 41 | +13  |
| 4    | SK Slezska Ostrava   | 19  | 18 | 9  | 1 | 8  | 55 | 57 | -2   |
| 5    | FC Bohemians Prague  | 18  | 18 | 8  | 2 | 8  | 58 | 38 | +20  |
| 6    | MŠK Žilina           | 18  | 18 | 8  | 2 | 8  | 43 | 46 | -3   |
| 7    | SK Rakovník          | 14  | 18 | 7  | 0 | 11 | 40 | 54 | -14  |
| 8    | Cechie Karlín        | 14  | 18 | 6  | 2 | 10 | 37 | 59 | -22  |
| 9    | Polaban Nymburk      | 12  | 18 | 5  | 2 | 11 | 57 | 69 | -12  |
| 10   | SK Batovany          | 9   | 18 | 4  | 1 | 13 | 21 | 69 | -48  |

|  | Qualification pour la finale nationale               |
|  | Relégation en II. Liga                               |
|  | (T) Tenant du titre (P) : Promu de deuxième division |

#### Groupe B
| Rang | Équipe                   | Pts | J  | G  | N | P  | Bp | Bc | Diff |
| ---- | ------------------------ | --- | -- | -- | - | -- | -- | -- | ---- |
| 1    | SK Slavia Prague         | 29  | 18 | 13 | 3 | 2  | 99 | 24 | +75  |
| 2    | SK Zidenice              | 25  | 18 | 12 | 1 | 5  | 61 | 43 | +18  |
| 3    | FC Viktoria Plzen        | 24  | 18 | 11 | 2 | 5  | 62 | 55 | +7   |
| 4    | Jednota Kosice           | 22  | 18 | 9  | 4 | 5  | 55 | 38 | +17  |
| 5    | SK Kladno                | 17  | 18 | 7  | 3 | 8  | 58 | 43 | +15  |
| 6    | FK Viktoria Žižkov       | 17  | 18 | 7  | 3 | 8  | 45 | 53 | -8   |
| 7    | Sparta Považská Bystrica | 14  | 18 | 5  | 4 | 9  | 44 | 63 | -19  |
| 8    | TSS Trnava               | 12  | 18 | 4  | 4 | 10 | 36 | 62 | -26  |
| 9    | SK Prostejov             | 11  | 18 | 4  | 3 | 11 | 25 | 64 | -39  |
| 10   | SK Pardubice             | 9   | 18 | 3  | 3 | 12 | 35 | 75 | -40  |

|  | Qualification pour la finale nationale               |
|  | Relégation en II. Liga                               |
|  | (T) Tenant du titre (P) : Promu de deuxième division |

### Finale
| Équipe 1         | Résultat | Équipe 2         | Aller | Retour |
| ---------------- | -------- | ---------------- | ----- | ------ |
| AC Sparta Prague | 9 - 2    | SK Slavia Prague | 4 - 2 | 5 - 0  |

## Bilan de la saison
| Championnat de Tchécoslovaquie de football 1945-1946 |                                                               |
| Champion                                             | AC Sparta Prague (7e titre)                                   |
| Coupes et trophées                                   |                                                               |
| Vainqueur de la Coupe de Tchécoslovaquie 1945-1946   | Non disputée                                                  |
| Promotions et relégations                            |                                                               |
| Promus en I. Liga                                    | SK Liben                                                      |
| Promus en I. Liga                                    | SK Olomouc ASO                                                |
| Relégués en II. Liga                                 | SK Rakovník Cechie Karlin Polaban Nymburk SK Batovany         |
| Relégués en II. Liga                                 | Sparta Považská Bystrica TSS Trnava SK Prostejov SK Pardubice |